# فيودور اتكين
فيودور اتكين (بالفرنسية: Féodor Atkine)‏
```
هو 
ممثل
 
فرنسي
، ولد في 27 فبراير 1948 
بباريس
 في 
فرنسا
.
```

## أعمال

### أفلام
- (1975) الحب والموت
- (1977) بوبي ديرفيلد
- (1998) رونين[4]
- (2000) رمز غير معروف[5]
- (2004) الإسكندر
- (2013) حرب الزومبي العالمية[6]

### مسلسلات
- هاوس

## وصلات خارجية
- فيودور اتكين على موقع IMDb (الإنجليزية)
- فيودور اتكين على موقع ألو سيني (الفرنسية)
- فيودور اتكين على موقع ألو سيني (الفرنسية)
- فيودور اتكين على موقع ميوزك برينز (الإنجليزية)
- فيودور اتكين على موقع أول موفي (الإنجليزية)
- فيودور اتكين على موقع قاعدة بيانات الأفلام السويدية (السويدية)
- فيودور اتكين على موقع ديسكوغز (الإنجليزية)
- فيودور اتكين على موقع قاعدة بيانات الفيلم (الإنجليزية)
- فيودور اتكين على موقع كينوبويسك (الروسية)